# Порья Губа
Порья Губа (по старой орфографии — Порья губа) — упразднённая деревня (ранее — село) в Терском районе Мурманской области России. Проживали поморы. Ныне урочище на территории Кандалакшского заповедника. 

## География
Находилась на Терском берегу Кандалакшского залива Белого моря, у пресного озера, отделенного от залива узкой каменистой перемычкой. Деревня стояла к юго-востоку от Кандалакши.

## История
Возникла в 16 веке как селение поморов. По описи 1563 года: 22 двора. Основа экономики — солеварение. Поморы занимались рыболовством, охотой, солеварением. Селение было обеспечено лесом и покосами, но не имела уловистых семужьих тонь. Считалось крупным усольем с 20 варницами. Сильно пострадала во время Басаргина правежа. С прекращением выварки соли селение пришло в упадок. По ревизии: 1722 года — 67 душ мужского пола.
Следующий виток развития связан с открытием в центральной части Портьей губы, на острове Медвежий остров, что в 6 км к юго-западу от деревни Порть Губа, месторождение серебра. Порьегубские крестьяне обслуживали Медвежьеостровские серебряные рудники, действовавшие в 1732—1747 годах.
Статус села приобрела тому, что в селении находилась церковь во имя Николая Чудотворца, почитаемая на Кольском полуострове.
В 1896 году село состояло из 20 дворов, семги добывалось до 150 пудов, сельди продавалось до тысячи бочонков, добывалось в год 70 тюленей и 450 нерп, диких оленей до 40 голов. По церковной описи 1900 г. крестьян 142 человека.
В 1965 году порьегубский колхоз «Красный Октябрь» был объединён с колхозом «Северная звезда» в посёлке Белокаменка на Кольском заливе. Основная часть порьегубцев в 1966 переехала в этот посёлок, а деревня Порья Губа была упразднена.